# 1 złoty 1835
1 złoty 1835 – moneta złotowa Wolnego Miasta Krakowa, będąca odpowiednikiem monety 1 złoty polski Królestwa Kongresowego, bita w srebrze z datą 1835. Ostatecznie wycofana z obiegu w 1857 r. w wyniku przeprowadzanej reformy monetarnej w Cesarstwie Austrii.

## Awers
Na tej stronie znajduje się herb Krakowa, nad nim otokowo napis „WOLNE MIASTO KRAKÓW”, dookoła wypukły otok i perełki.

## Rewers
Na tej stronie w dębowym wieńcu umieszczono nominał 1, pod nim „ZŁOTY”, a poniżej rok 1835, dookoła wypukły otok i perełki.

## Opis
Monetę wybito w prywatnej fabryce A Woppensteina w Wiedniu, w srebrze, na krążku o średnicy 20 mm, masie 3,1 grama, z rantem gładkim, w nakładzie 20 000 sztuk.
Stopień rzadkości monety to R2 – (3001 – 15 000 egzemplarzy).